# Masahiro Endo
Masahiro Endo (Tòquio, Japó, 15 d'agost de 1970) és un futbolista japonès retirat que va disputar vuit partits amb la selecció japonesa.